# Парноплідник променистий
Парноплідник променистий (Bifora radians) — вид квіткових рослин родини окружкових (Apiaceae).

## Біоморфологічна характеристика
Це однорічна рослина, з різким запахом. Рослина 10–80 см. Стебла гіллясті, гранисто-борозенчасті, голі. Листки (2)3-перисті, прикореневі листки яйцеподібні, 10–14 × 3–6 см, сегменти глибоко розрізані. Є кінцеві та бічні зонтики. Зонтики багатоквіткові, центральні безплідні, зовнішні плідні; зонтики з 5–7 більш тонкими променями. Зовнішні квітки в парасольках з дуже збільшеними пелюстками. Квітки білі, двостатеві чи чоловічі. Пиляки зелені. Плід виїмчастий, злегка шорсткий, не горбистий, ≈ 3 мм завдовжки та 6 мм завширшки. 2n = 20.

## Поширення
Європа, захід Азії.
В Україні вид зростає на сухих схилах — у Хмельницькій, Вінницькій, Миколаївській, Херсонській областях, Криму, часто.